# 172nd Airlift Wing

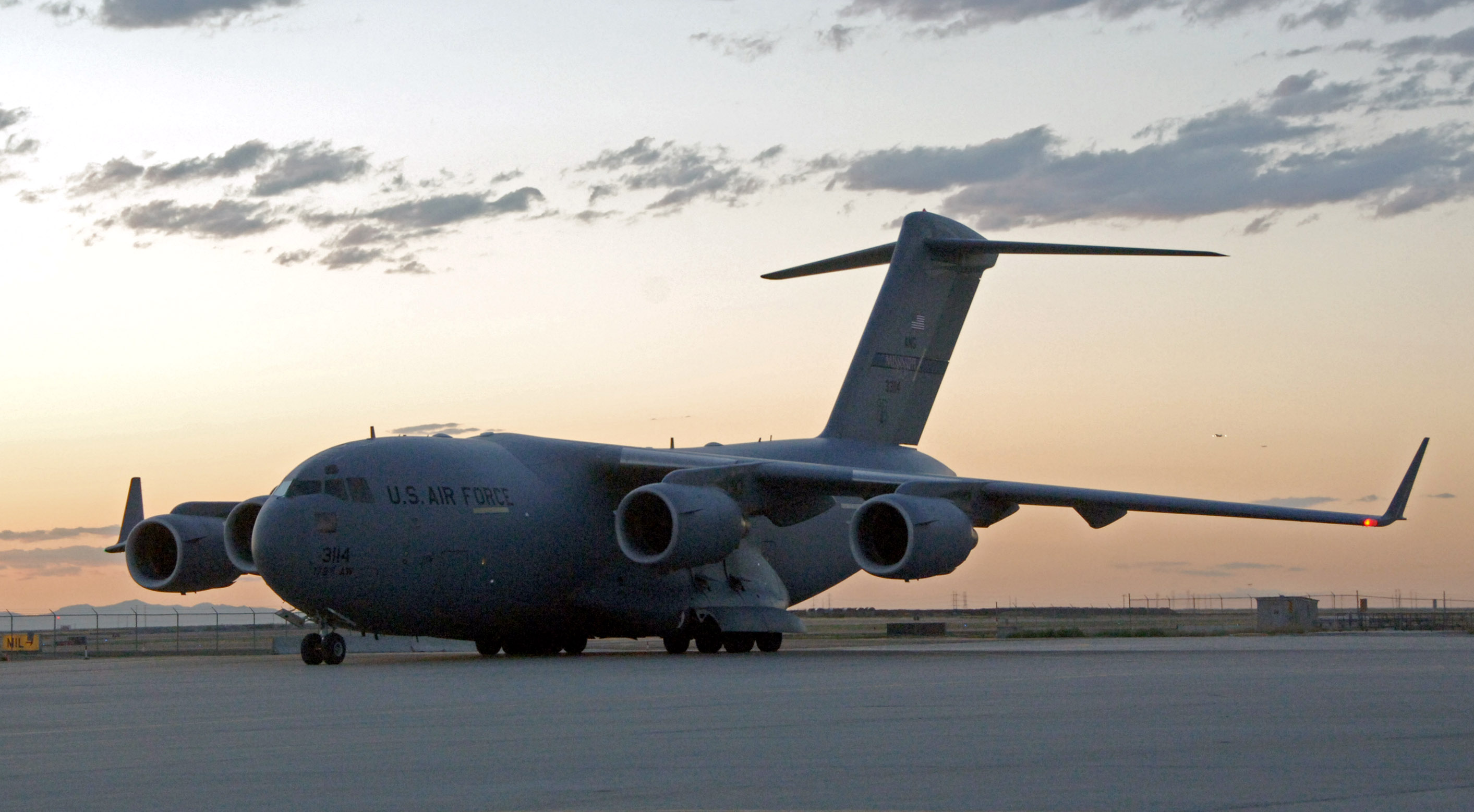
C-17A dello Stormo

Il 172nd Airlift Wing è uno Stormo da trasporto della Mississippi Air National Guard. Riporta direttamente all'Air Mobility Command quando attivato per il servizio federale. 
Il suo quartier generale è situato presso la Allen C. Thompson Field Air National Guard Base, Mississippi.

## Organizzazione
Attualmente, al settembre 2017, esso controlla:
- 172nd Operations Group
  -  183rd Airlift Squadron - Equipaggiato con C-17A
  - 183d Air Evacuation Squadron
  - 172d Airlift Control Flight
  - 172d Operations Support Flight
- 172nd Maintenance Group
  - 172d Aircraft Maintenance Squadron
  - 172d Maintenance Squadron
  - 172d Maintenance Operations Flight
  - Detachment 18, MTF
- 172nd Mission Support Group
  - 172d Communications Flight
  - 172d Security Forces Squadron
  - 172d Force Support Squadron
  - 172d Civil Engineer Squadron
  - 172d Logistics Readiness Squadron
- 172nd Medical Group
- 172d Financial Management Services
- 172d Family Readiness Office
- 172d Aircraft Generation Squadron